# Gettysburgtalet

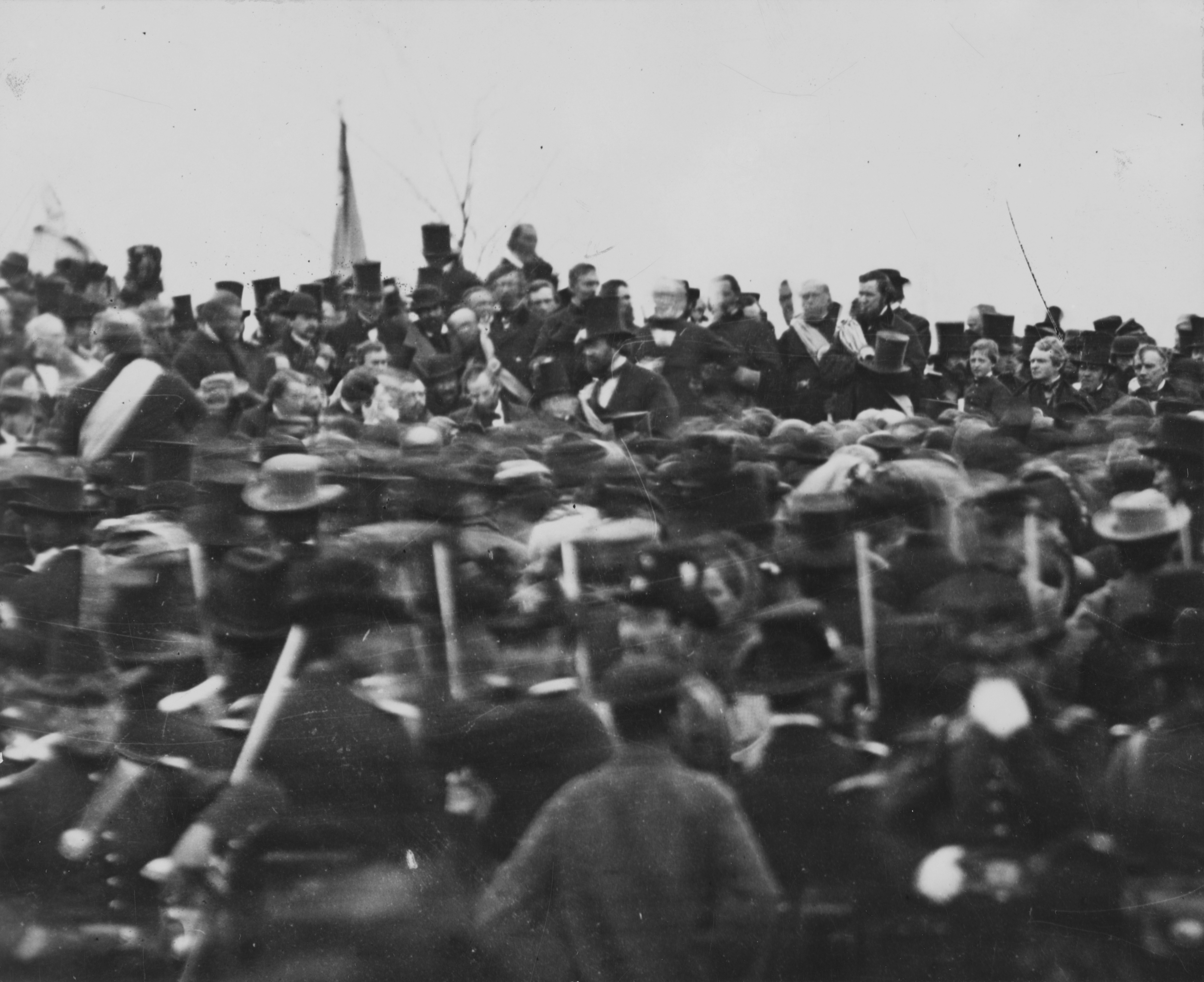
Det enda kända fotografiet av Abraham Lincoln när talet hölls i Gettysburg.

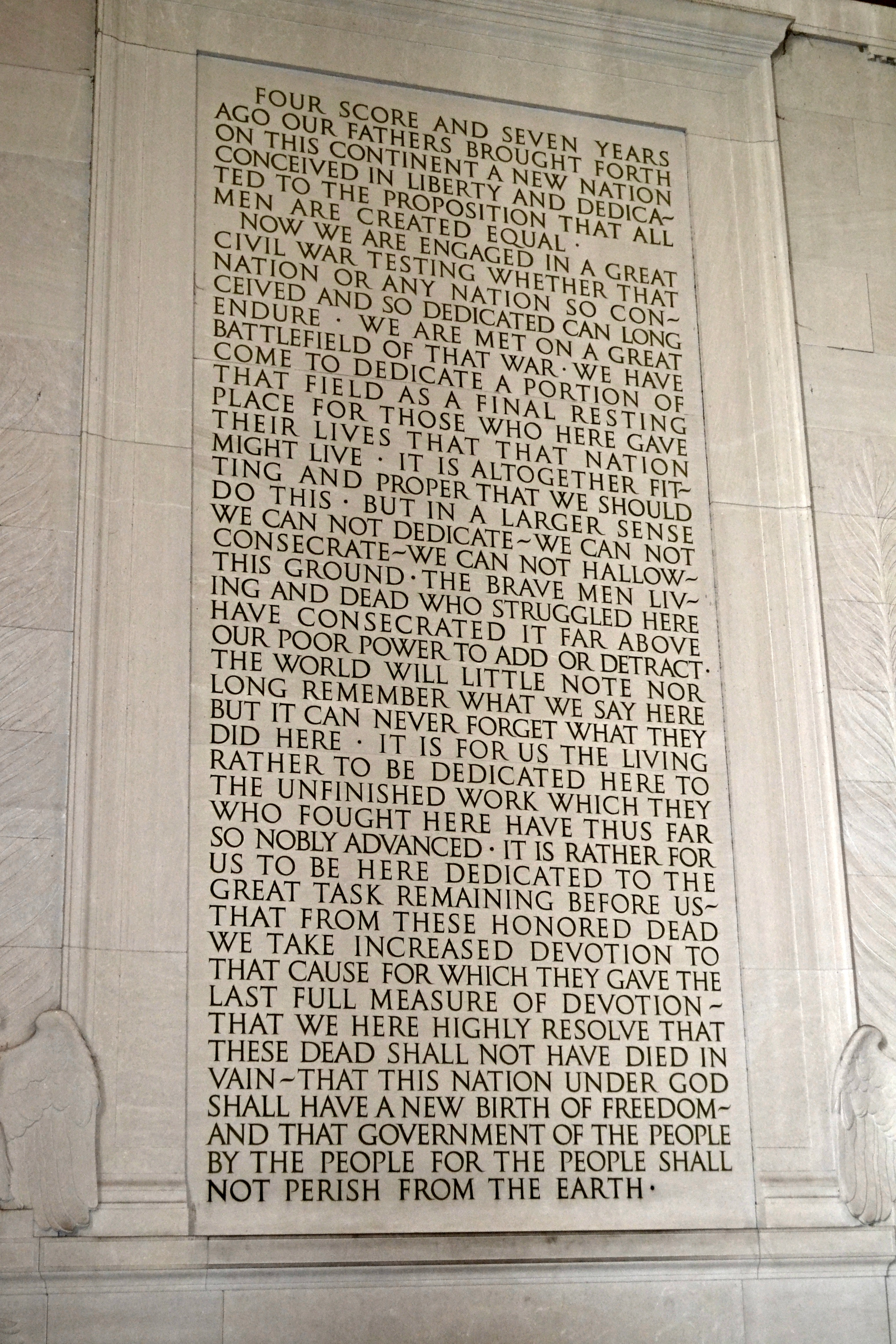
Inskription av talet inne i Lincolnmonumentet i Washington, D.C..

Gettysburgtalet (engelska: The Gettysburg Address) är ett tal som USA:s president Abraham Lincoln höll i samband med att en ny krigskyrkogård för de stupade från slaget vid Gettysburg invigdes den 19 november 1863 på Cemetery Ridge.
Talet är hågkommet som ett av de viktigaste i USA:s historia.

## Talets innehåll
I det korta talet åberopade Lincoln självständighetsförklaringens princip att alla människor är jämlika. Presidenten menade att inbördeskriget var ett prov som skulle avgöra huruvida ett land grundat på denna princip kan bestå. Lincoln sade att unionsarméns stupade genom sina offer hade helgat slagfältskyrkogårdens mark mer än de efterlevande skulle kunna göra med sina fattiga ord. Det ankommer på de efterlevande, sade Lincoln, att med förnyad beslutsamhet kämpa för den sak för vilken de döda givit sina liv, så att de stupade inte skulle ha dött förgäves. Denna sak var, klargjorde Lincoln i talets avslutningsord, att Förenta staterna skulle pånyttfödas i frihet och att "government of the people, by the people, for the people" (styre av folket, genom folket, för folket) icke skall förgås från jordens yta. Med de klassiska slutorden utsträckte Lincoln krigets betydelse till att gälla demokratins och frihetens framtid i hela världen.

### Talet
Four score and seven years ago our fathers brought forth on this continent, a new nation, conceived in Liberty, and dedicated to the proposition that all men are created equal.Now we are engaged in a great civil war, testing whether that nation, or any nation so conceived and so dedicated, can long endure. We are met on a great battle-field of that war. We have come to dedicate a portion of that field, as a final resting place for those who here gave their lives  that that nation might live. It is altogether fitting and proper that we should do this.But, in a larger sense, we can not dedicate—we can not consecrate—we can not hallow—this ground. The brave men, living and dead, who struggled here, have consecrated it, far above our poor power to add or detract. The world will little note, nor long remember what we say here, but it can never forget what they did here. It is for us the living, rather, to be dedicated here to the unfinished work which they who fought here have thus far so nobly advanced. It is rather for us to be here dedicated to the great task remaining before us—that from these honored dead we take increased devotion to that cause for which they gave the last full measure of devotion—that we here highly resolve that these dead shall not have died in vain—that this nation, under God, shall have a new birth of freedom—and that government of the people, by the people, for the people, shall not perish from the earth.